# Leeward Islands

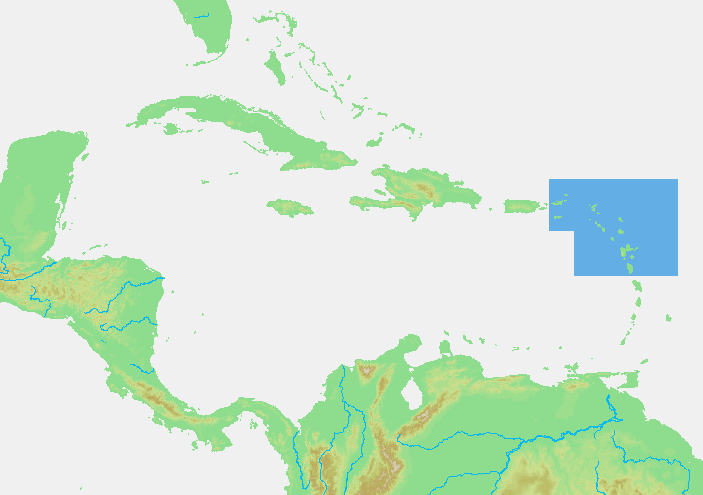
Dawniej Wyspy Podwietrzne, obecnie północna część Wysp Nawietrznych

Leeward Islands - grupa wysp nazywana dawniej po polsku Wyspy Podwietrzne, północna część Wysp Nawietrznych.
hiszp. Islas de Sotavento, nid. Benedenwindse Eilanden, fr. Îles Sous-le-Vent, ang. Leeward Islands.
Wyspy te polskim w nazewnictwie geograficznych od roku 1959 do 2011 nosiły oficjalną nazwę Wyspy Podwietrzne. 20 kwietnia 2011 KSNG zastąpiła go nazwą Wyspy Nawietrzne. Równocześnie zadecydowano o odejściu od nomenklatury angielskiej dzielącej wyspy na Leeward Islands (Wyspy Dziewicze, Anguilla, Antigua i Barbuda, Saint Kitts i Nevis, Montserrat) i Windward Islands (Dominika, Martynika, Saint Lucia, Saint Vincent i Grenadyny, Grenada). Obecnie wszystkie te wyspy przypisane zostały do Wysp Nawietrznych (ang. Windward Islands).